# اسم أوسط

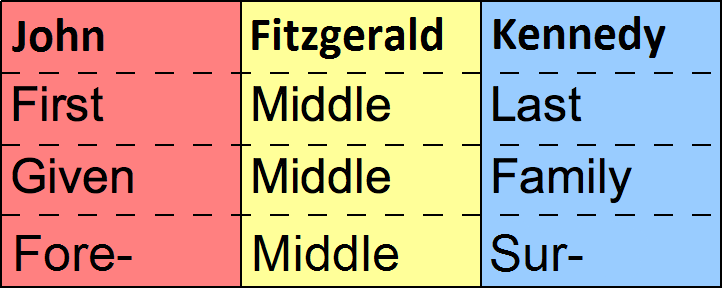

الاسم الأوسط هو اسم يُعطى للمولود في بعض الدول، بحيث يتوسط الاسم الأول واسم العائلة، وأحيانًا يكون للفرد أكثر من اسم أوسط واحد. قد يكون الاسم الأوسط: جزءًا من اسم مكوّن من مفردتين، مثل: محمد علي أو ماري آن، أو يكون الاسم العائلي للشخص ما قبل الزواج مثل رودهام وهو اسم عائلة هيلاري كلينتون، أو اسمًا منسوبًا للأب مثل: (بالإنجليزية: Sergeyevich)‏، أو الاسم المُعطى في مراسم المعمودية أو الدينية.